# Juan Domingo Martínez Giménez
Juan Domingo Martínez Giménez (Molina de Segura, Murcia, España, 14 de febrero de 1992) es un futbolista español. Juega de defensa y su equipo actual es el CAP Ciudad de Murcia de la Tercera División de España.

## Trayectoria
Estuvo en el ADM Lorquí y en el Valladolid CF en su época de fútbol base. Juando es un defensa central que hizo su debut en el UCAM Murcia, después en el CF Molina luego pasó al Real Murcia Imperial y en verano de 2013 hace la pretemporada con el Real Murcia.
El 24 de julio de 2013 juega un partido amistoso con el Real Murcia ante el Orihuela CF marcando su primer gol con el primer equipo grana.
En ese verano de 2013 volvió al CF Molina quedándose dos temporadas.
Para la temporada 2015/16 se fue al CAP Ciudad de Murcia.

## Clubes
| Club                 | País   | Años       |
| -------------------- | ------ | ---------- |
| UCAM Murcia CF       | España | 2010-2011  |
| CF Molina            | España | 2011- 2012 |
| Real Murcia Imperial | España | 2012-2013  |
| CF Molina            | España | 2013-2015  |
| CAP Ciudad de Murcia | España | 2015-      |

## Palmarés

### Títulos nacionales
| Título           | Club           | País   | Año       |
| ---------------- | -------------- | ------ | --------- |
| Tercera División | UCAM Murcia CF | España | 2010-2011 |